# Campeonato Europeu de Voleibol Masculino de 1997
O Campeonato Europeu de Voleibol Masculino de 1997 foi a 20ª edição deste torneio bianual que reúne as principais seleções europeias de voleibol masculino. A Confederação Europeia de Voleibol (CEV) foi a responsável pela organização do campeonato, que ocorreu nos Países Baixos.